# کازکوو
کازکوو (به آلمانی: Casekow) یک شهر در آلمان است که در یوکرمرک واقع شده‌است. کازکوو ۲٬۲۶۰ نفر جمعیت دارد.